# 尤羅韋
51°21′39″N 27°49′52″E / 51.36083°N 27.83111°E
尤羅韋（烏克蘭語：Юрове）是位於烏克蘭北部日托米爾州裏科羅斯堅區的村莊，始建於1796年，面積1.78平方公里，海拔高度168米，2001年人口721，人口密度每平方公里405.06人。